# Блошка золотистая
Блошка золотистая (лат. Crepidodera aurata) — вид жуков-листоедов (Chrysomelidae) из подсемейства Козявки.

## Распространение
Палеарктика от Европы до Кореи. Может быть обнаружена в Уэльсе.

## Описание
Мелкие листоеды, длина тела 2,5 мм. Самцы чёрные, самки зелёные, ноги и усики обоих полов оранжевые. Обитают на ивовых. Встречаются по берегам рек и опушкам лесов. Зимуют на стадии имаго. Появляются в конце апреля, начале мая. Размер личинок 5 — 6 мм.